# Багдасаров, Юрий Ервандович
Ю́рий Ерва́ндович Багдаса́ров (род. 1 апреля 1929) — советский и российский физик. Доктор технических наук, профессор. Научный руководитель атомного реактора БР-10. Главный научный сотрудник Физико-энергетического института. Лауреат Государственной премии СССР в области науки и техники (1978).

## Биография
Юрий Багдасаров родился 1 апреля 1929 года.
В 1954 году начал работать в Физико-энергетическом институте в Обнинске.
Участвовал в проектных работах по реактору БР-5 (инженерная часть).
Научный руководитель атомного реактора БР-10.
Доктор технических наук, профессор.
Главный научный сотрудник Физико-энергетического института.

## Награды и премии
- Орден Почёта (2004)
- Государственная премия СССР в области науки и техники (1978)
- Заслуженный энергетик Российской Федерации (1994)

### Монографии
- Багдасаров Ю. Е. Технические проблемы реакторов на быстрых нейтронах. — М.: Атомиздат, 1969. — 610 с.
- Багдасаров Ю. Е., Сараев О. М., Ошканов Н. Н. Реактор БН-600: Энергоблок № 3 Белоярской атомной станции. — Обнинск: ФЭИ, 1992. — 40 с.

### Статьи
- Багдасаров Ю. Е., Кузнецов И. А. Расчет нестационарных термоупругих напряжений в плоской стенке // ИФЖ. — 1967. — Т. 12, № 3. — С. 382—388.
- Букша Ю. К., Багдасаров Ю. Е., Кузнецов И. А. Исследование взаимодействия расплавленного топлива с натрием в активной зоне быстрого реактора // Атомная энергия. — 1976. — Т. 41, вып. 1. — С. 9—14.
- Багдасаров Ю. Е., Камаев А. А. Последовательные этапы освоения быстрых реакторов с натриевым теплоносителем // Атомная энергия. — 2011. — Т. 111, вып. 6. — С. 320—329.
- Багдасаров Ю. Е., Камаев А. А. Концепция малоинерционного устройства срабатывания для пассивной аварийной защиты // Атомная энергия. — 2012. — Т. 112, вып. 3. — С. 143—145.

### Интервью
- Балакин Игорь, Уваров Александр. Юрий Багдасаров: взяли и сделали // AtomInfo.Ru. — 19 января 2009 года.
- Юрий Багдасаров: о легендах, ртути и натрии // AtomInfo.Ru. — 15 мая 2012 года.